# 남기육성지여지

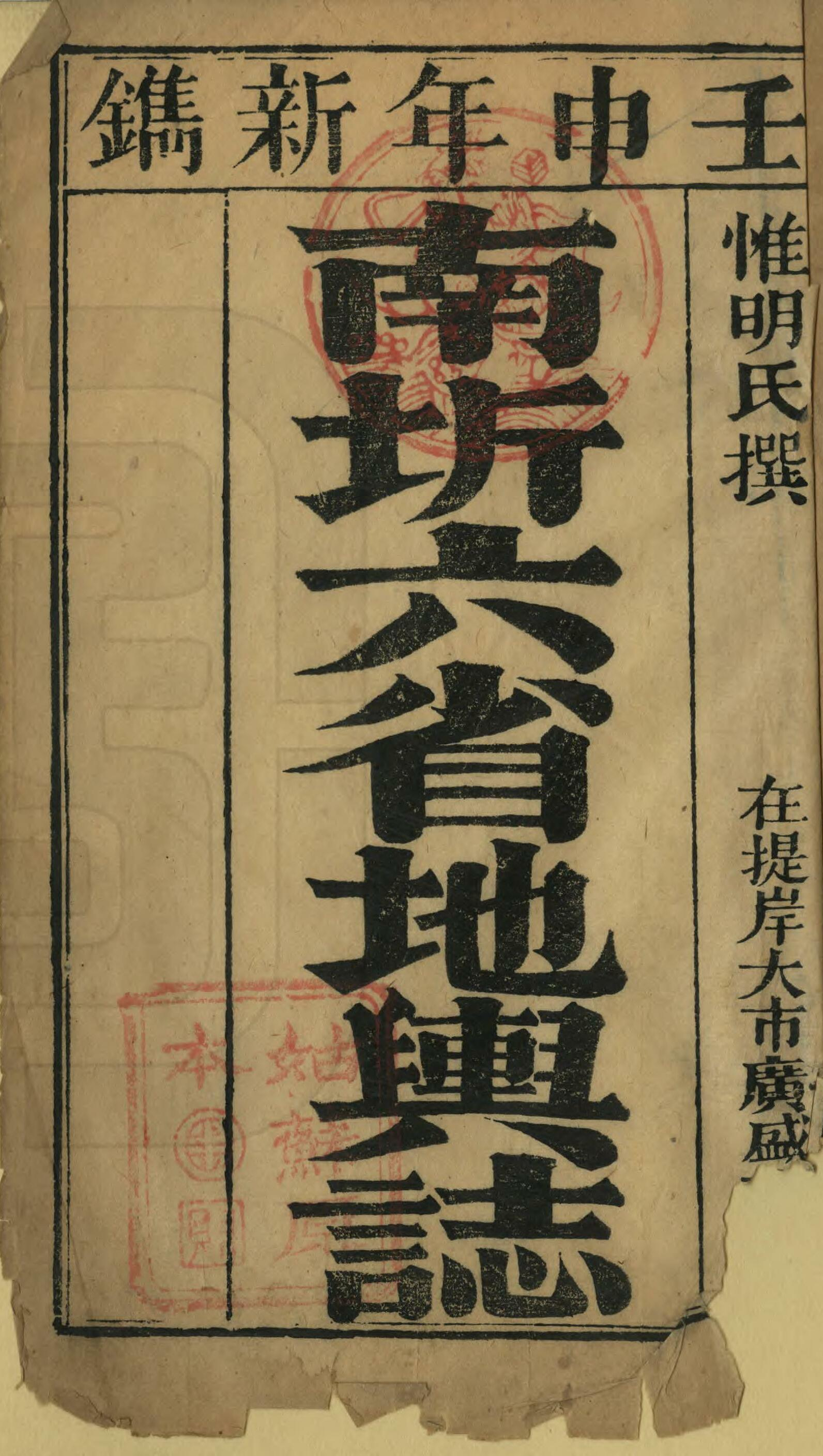
Cover of the book

《남기육성지여지》(베트남어: Nam Kỳ Lục Tỉnh Địa Dư Chí / 南圻六省地輿誌), 다른 이름은 《남기지여지》(베트남어: Nam Kỳ Địa Dư Chí / 南圻地輿誌)는 프랑스령 코친차이나 초기에 한문으로 작성된 지리지이다. 저자는 주이민티(惟明氏)이다.
《남기육성지여지》가 간행된 때는 임신년(1872년)으로, 이때는 프랑스가 이미 코친차이나 전역을 점령한 상태여서 저자인 주이민티가 서문 중에 프랑스를 '신조(新朝)'로 표현하였으며, 또한 "신조가 관할하니 민풍(民風)과 지경(地境)이 완전히 면모를 일신하였다."라고 적고 있다. 글은 응우옌 왕조 시기의 행정 구역을 대강으로 하여 지형, 변계(邊界), 산천, 항구, 역로(驛路), 물산, 지명 연혁 등의 내용을 포함하고 있다. 또한 쪽 머릿부분에는 수시로 프랑스인들이 코친차이나 각지에 설치한 감찰기구인 참변소(參辦所)를 표시하고 상세하게 주석을 달았다.